# Internet Research Agency
L'Internet Research Agency (IRA, russo: Агентство интернет-исследований) è un'azienda russa, con sede a San Pietroburgo, impegnata in operazioni di propaganda online per conto di aziende russe e per gli interessi politici del Cremlino.
Il rapporto del gennaio 2017 dell'intelligence degli Stati Uniti - Assessing Russian Activities and Intentions in Recent US Elections - ha descritto l'agenzia come una fabbrica di troll e che: "Il probabile finanziatore della cosiddetta IRA di troll professionali situata a San Pietroburgo è un alleato di Putin con stretti legami con l'intelligence russa "; ha anche osservato che" in precedenza erano devoti a sostenere le azioni russe compiute durante l'occupazione della Crimea- [e] hanno iniziato a sostenere il presidente eletto Trump già a dicembre 2015. "
L'agenzia ha utilizzato account falsi registrati sui principali social network, forum di discussione, siti di giornali on-line e servizi di video hosting per promuovere gli interessi del Cremlino in politica interna ed estera, compresa l'Ucraina e il Medio Oriente, oltre al tentativo d'influenzare le elezioni presidenziali statunitensi del 2016. Più di 1.000 dipendenti hanno lavorato in un singolo edificio dell'agenzia nel 2015.
La misura con cui l'agenzia russa ha cercato d'influenzare l'opinione pubblica usando i social media è diventata più nota dopo un articolo di BuzzFeed del giugno 2014 dove veniva notevolmente ampliata la documentazione governativa sugli hacker russi. L'IRA ha acquisito maggiore attenzione nel giugno 2015 quando uno dei suoi uffici è stato segnalato per aver utilizzato degli account falsi usati per il trolling su Internet. Successivamente, sono emerse notizie d'individui che ricevono un compenso monetario per l'esecuzione di questi compiti.
Il 16 febbraio 2018 un gran giurì degli Stati Uniti ha incriminato 13 cittadini russi e 3 entità russe, tra cui l'Internet Research Agency, con l'accusa di violazione delle leggi penali con il preciso intento d'interferire "con elezioni e processi politici", secondo il Dipartimento di Giustizia.

## Origine
La società è stata fondata a metà del 2013. In quell'anno il quotidiano Novaya Gazeta ha riportato che l'ufficio di Internet Research Agency Ltd si trovava a Olgino, un quartiere di San Pietroburgo.
I termini "Troll da Olgino" e "Troll di Olgino" sono diventati generalmente usati per descrivere i troll che diffondono la propaganda filo-russa, non solo necessariamente quelli che si trovano nella sede di Olgino. In Italia viene utilizzato maggiormente il termine "fabbrica dei troll".

## Organizzazione
Il quotidiano russo Vedomosti riferisce che la strategia della fabbrica dei troll viene approvata direttamente dalle autorità russe per la manipolazione della coscienza pubblica attraverso i nuovi media sotto la supervisione di Vyacheslav Volodin, presidente della Duma e braccio destro di Vladimir Putin.

## Uffici

### San Pietroburgo

#### In Olgino

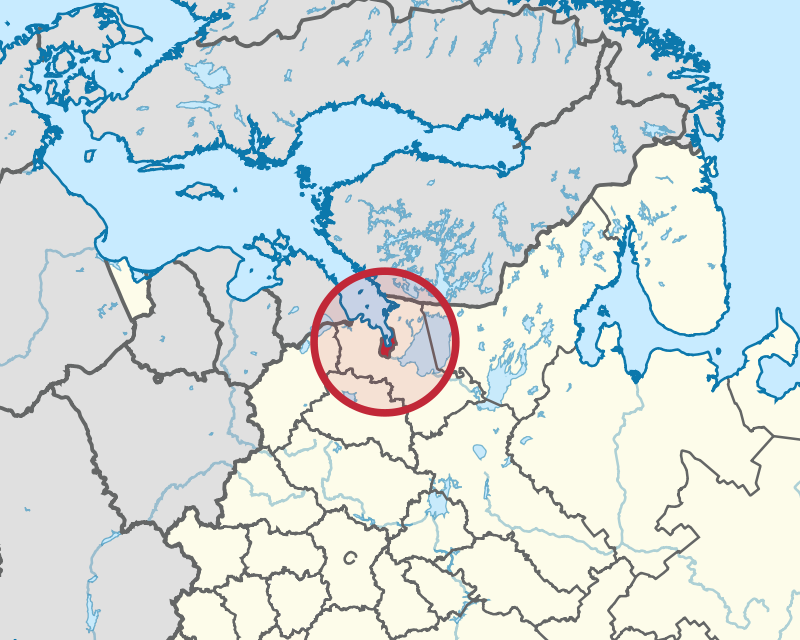
Il nome "troll di Olgino" è stato utilizzato dopo che i falsi account per influenzare l'opinione pubblica tramite Internet sono stati fatti risalire a San Pietroburgo, Russia.

Come riportato da Novaya Gazeta, alla fine dell'agosto 2013, il seguente messaggio è apparso sui social network: "Cercasi operatori Internet! Lavoro presso l'ufficio chic di Olgino !!! (Staraya Derevnia), salario 25960 rubli al mese ($ 780 USD 2013) Compito: postare commenti su Internet e scrivere post tematici su blog e social network. Rapporti tramite screenshot. Schedatura individuale [...] Pagamento settimanale di 1180 rubli per turno (dalle 8.00 alle 16.00, dalle 10.30 alle 18.30, dalle 14.00 alle 22.00) PAGAMENTI OGNI SETTIMANA E PASTI GRATUITI !!! Collocamento ufficiale o secondo contratto (a volontà).
Come riportato dai media e dagli ex dipendenti, l'ufficio di Olgino esisteva e funzionava da settembre 2013. Era situato in una casetta bianca, a 15 minuti di metropolitana dalla stazione di Staraya Derevnia, di fronte alla stazione ferroviaria di Olgino. I luoghi di lavoro per i dipendenti sono stati collocati nelle stanze del seminterrato.

#### Savushkina Street
Secondo il quotidiano online russo DP.ru, diversi mesi prima di ottobre 2014, l'ufficio si trasferì da Olgino in un edificio di quattro piani in via Savushkina 55. Come riportato dai giornalisti l'edificio era "ufficialmente" una costruzione incompleta ed è rimasto tale fino a marzo 2015.
A un reporter investigativo del New York Times è stato detto che l'Internet Research Agency aveva abbreviato il suo nome in "Internet Research" e che a giugno 2015 era stato chiesto di lasciare il 55 Savushkina Street "un paio di mesi prima" perché "stava dando all'intero edificio una cattiva reputazione. " Un'organizzazione forse correlata, FAN o Federal News Agency, si trovava nell'edificio. L'articolo del New York Times descrive varie esperienze riportate da ex dipendenti della fabbrica dei troll nella sede di Savushkina Street. Descrive anche diversi falsi allarmi generati negli Stati Uniti e in Europa, come la bufala dell'esplosione di un impianto chimico colombiano in Luisiana, che ebbe una vasta diffusione grazie a una capacità d'azione altamente coordinata, può essere attribuita alla fabbrica dei troll o a simili organizzazioni con sede in Russia.

### In altre città
Novaya Gazeta ha riferito che, secondo Alexey Soskovets, a capo dell'ufficio di Olgino, l'agenzia con sede nella parte nord-occidentale della Russia stava assumendo dipendenti per progetti simili a Mosca e in altre città (nel 2013).

## Organizzazione del lavoro
Secondo le stime circa 1.000 blogger e commentatori sono stati al soldo dell'organizzazione in un singolo edificio in Savushkina Street nel 2015; ma molti altri impiegati lavoravano in remoto. Secondo BuzzFeed più di 600 persone erano generalmente impiegate nell'ufficio dei troll in precedenza (giugno 2014). Ogni commentatore ha una quota giornaliera di 100 commenti.
I troll si concentrano principalmente in social come LiveJournal e Vkontakte, nei confronti dei relativi argomenti delle linee guida di propaganda assegnate. Tra i dipendenti sono inclusi artisti che disegnano vignette politiche. L'orario lavorativo si aggira sulle 12 ore ogni due giorni. La quota di un blogger è di dieci post per ogni turno (ogni post è di almeno 750 caratteri). Di norma l'obbiettivo di un commentatore è di realizzare nel proprio orario di lavoro 126 commenti e due post per account. Ogni blogger è responsabile di tre account.
I dipendenti dell'ufficio a Olgino guadagnavano 25.000 rubli russi al mese; quelli dell'ufficio della via Savushkina guadagnavano circa 40.000 rubli russi. Nel maggio 2014, Fontanka.ru ha descritto gli schemi per occultare i soldi necessari per l'operazione dal bilancio federale, destinati ad andare verso l'organizzazione. Nel 2017 un altro informatore ha dichiarato che con i bonus e gli straordinari il salario può raggiungere gli 80.000 rubli.

Un impiegato intervistato dal Washington Post ha descritto il suo lavoro:
Mi sono subito sentito come un personaggio nel libro 1984 di George Orwell - un luogo in cui devi scrivere che il bianco è nero e il nero è bianco. Il tuo primo sentimento, quando sei lì dentro, è che sei in una specie di fabbrica che trasforma la menzogna, raccontando falsità, in una catena di montaggio industriale.

## Temi trattati
Secondo le testimonianze dei giornalisti investigativi e degli ex dipendenti degli uffici gli argomenti principali per la propaganda furono:
- La critica all'attivista politico Alexei Navalny, dei suoi sponsor e dell'opposizione russa in generale;[18]
- La critica della politica estera dell'Ucraina, degli Stati Uniti e dei politici di spicco di questi stati;
- Elogiare Vladimir Putin e la politica della Federazione russa.
- Lodare e difendere l'operato di Bashar al-Assad.

I giornalisti hanno scritto che i temi della fabbrica di troll erano coerenti con quelli di altri mezzi di propaganda russi su argomenti e tempistiche. I punti tecnici usati per la propaganda sono stati presi principalmente dai contenuti di Russia Today e Sputnik News (entrambe agenzie di stampa al soldo del Cremlino).
Un'indagine della BBC del 2015 ha identificato che l'Internet Research Agency era il più prolifico soggetto produttore di video falsi. "Saiga 410K review" del settembre 2015 era un filmato in cui un attore interpreta un soldato americano che spara ad un libro che poi si rivela essere un Corano. La BBC ha riscontrato tra le altre irregolarità che l'uniforme del soldato non è usata dai militari statunitensi ed è facilmente acquistabile in Russia e che l'attore filmato era molto probabilmente un barman di San Pietroburgo legato a un impiegato di una fabbrica di troll.
Il sito di citizen-journalism Bellingcat ha identificato nell'organizzazione gli autori di un video attribuito al battaglione Azov in cui alcuni soldati mascherati minacciano i Paesi Bassi per aver organizzato il referendum sull'accordo di associazione tra Ucraina e Unione Europea.

## Campagna anti-ucraina organizzata
All'inizio di aprile 2014 incominciò una campagna online organizzata per spostare l'opinione pubblica del mondo occidentale al fine di favorire gli interessi delle autorità russe in merito all'intervento militare russo in Ucraina nel 2014. Documenti hackerati fanno trapelare le istruzioni che i commentatori da quel momento dovevano pubblicare nelle pagine di diverse testate americane tra cui: Fox News, The Huffington Post, The Blaze, Politico, WorldNetDaily, ecc. Viene anche menzionato il requisito dell'orario di lavoro per i troll: 50 commenti al giorno sotto gli articoli di notizie. Ogni blogger doveva gestire sei account su Facebook, pubblicare almeno tre post ogni giorno e partecipare almeno due volte alle discussioni in qualche gruppo. Altri dipendenti dovevano gestire 10 account su Twitter, pubblicando almeno 50 tweet al giorno. I giornalisti hanno concluso che Igor Osadchiy era un probabile leader del progetto e che la campagna stessa era gestita da Internet Research Agency Ltd. Osadchiy ha negato la sua connessione con l'agenzia.
La compagnia è anche uno dei principali sponsor di una mostra anti-occidentale nota come Material Evidence.
All'inizio del 2016 l'agenzia di stampa statale ucraina Ukrinform ha affermato che la fabbrica dei troll aveva creato un vasto sistema di bot nei social network che chiedeva di fare violenza contro il governo ucraino e di dare l'avvio al "The Third Maidan" (una serie di proteste). Ha riferito che l'organizzatore di questo sistema è l'ex combattente anti-ucraino Sergiy Zhuk del Donbass. Ha presumibilmente eseguitoqueste attività su Internet dal distretto di Vnukovo a Mosca.

## Ulteriori attività degli organizzatori
L'organizzazione, oltre alla propaganda interna al paese e nell'ex blocco sovietico, si occupa anche di agire in altri paesi.
Sulla base dei documenti pubblicati da Anonymous International, questa agenzia è stata collegata al finanziamento di diversi media in Ucraina e Russia, tra cui l'agenzia di notizie di Kharkiv, News of Neva, Newspaper About Newspapers, Business Dialog e Journalist Truth.
A settembre 2017 Facebook ha dichiarato, nei confronti del Russiagate, che le pubblicità erano state "mirate geograficamente". Facebook ha anche rivelato che, durante le elezioni presidenziali degli Stati Uniti del 2016, l'IRA aveva acquistato pubblicità sul sito web per 100.000 dollari americani, il 25% delle quali era geograficamente indirizzato agli Stati Uniti. Il capo della sicurezza di Facebook ha detto che le pubblicità "sembravano concentrarsi sull'amplificazione delle divisioni sociali e politiche tramite messaggi fortemente basati sullo spettro ideologico ".
Secondo un rapporto di BuzzFeed News del 17 ottobre 2017 l'IRA ha ingannato gli attivisti americani per intraprendere azioni reali attraverso proteste e addestramento di autodifesa in quello che sembrerebbe essere un ulteriore tentativo di sfruttare il razzismo.
Il 23 marzo 2018, The Daily Beast ha rivelato nuovi dettagli sull'IRA raccolti da documenti interni trapelati, che hanno dimostrato che l'IRA ha utilizzato Reddit e Tumblr come parte della sua campagna d'influenza. Lo stesso giorno Tumblr ha annunciato di aver bloccato 84 account dell'IRA, riferendo che avevano diffuso disinformazione attraverso i messaggi convenzionali piuttosto che con le pubblicità.

### Raduni e proteste organizzate dall'IRA negli Stati Uniti
Il gruppo è stato fortemente attivo negli Stati Uniti e ha contribuito a molte proteste con il fine di destabilizzare la società americana.

### Italia
In Italia, nel 2018, la Repubblica e il Corriere della Sera rilanciarono l’inchiesta di un sito statunitense secondo il quale l’Internet Research Agency avrebbe utilizzato i troll per favorire la Lega per Salvini Premier e il Movimento 5 Stelle, screditando il precedente governo Renzi e il Presidente della Repubblica Italiana Sergio Mattarella. Tuttavia, un’analisi dei dati del sito americano, compiuta da Wired, ridimensionò il numero dei messaggi propagandistici e la loro influenza. Si era trattato infatti di post saltuari: in sei anni 1500 rilanci di messaggi di Twitter su argomenti che facevano riferimento a tematiche gradite agli ambienti politici vicini ai due partiti, i cui account ufficiali risultavano estranei alla vicenda. In particolare, Mattarella, che quell’anno aveva rifiutato di nominare Paolo Savona come ministro dell’Economia del governo Conte I, divenne oggetto di una serie di attacchi sui social network, contro i quali la Procura di Roma avviò un’indagine giudiziaria, con l’intervento della Direzione nazionale antimafia e antiterrorismo. Nel 2019 i pubblici ministeri romani esclusero il coinvolgimento di troll attivati da una regia russa, stabilendo che si era trattato di un’invenzione giornalistica e nel 2022 chiesero l’archiviazione dell’indagine.

### Scienza
Il gruppo, durante le elezioni presidenziali negli Stati Uniti d'America del 2016, ha diffuso molte fake news sulla pericolosità dei vaccini (come la bufala vaccini-autismo) con lo scopo di alimentare i conflitti sociali.

## Causa
Nel maggio 2015 una dipendente della compagnia, Lyudmila Savchuk, a San Pietroburgo ha citato in giudizio il suo capo per violazioni delle leggi sul lavoro al fine di rivelare le reali intenzioni del gruppo. Ivan Pavlov per la difesa dei diritti umani ha rappresentato Savchuk, e l'imputato (IRA) ha accettato di pagare a Savchuk i suoi stipendi trattenuti e di ripristinare il suo lavoro.

## Rinvii a giudizio
Il 16 febbraio 2018 13 persone sono state incriminate dalla grande giuria di Washington, per presunte interferenze illegali nelle elezioni presidenziali del 2016, durante le quali hanno fortemente appoggiato la candidatura di Donald Trump, secondo l'ufficio del consigliere speciale Robert Mueller. Anche l'IRA, la Concord Management e il Concord Catering sono stati incriminati. La fabbrica di troll è controllata da Evgenij Prigožin, un ricco magnate associato del presidente russo Vladimir Putin.
Il 15 marzo il presidente Trump ha imposto restrizioni nell'ambito del Countering America's Adversaries Through Sanctions Act sui 13 russi imputati e sulle organizzazioni incriminate da Mueller, impedendo loro di entrare negli Stati Uniti per rispondere alle accuse qualora lo desiderassero.

## Valutazione del fenomeno
I blogger russi Anton Nosik, Rustem Adagamov e Dmitriy Aleshkovskiy sostengono che i troll di Internet pagati dal Cremlino non cambiano l'opinione pubblica. Il loro utilizzo è solo un modo per rubare i soldi del budget statale.
Leonid Volkov, un politico che lavora per la Fondazione anti-corruzione di Alexei Navalny, ritiene che l'obbiettivo di sponsorizzare questo comportamento via Internet è quello di rendere la piattaforma così disgustosa che la gente comune smetta di partecipare alla vita politica.